# Norddeutscher Velocipedisten-Bund
Der Norddeutsche Velocipedisten-Bund wurde am 22. Oktober 1882 in Hannover gegründet.
Das Velociped, die erste deutsche Radsportzeitschrift, wurde 1881 als Fach-Blatt für die Gesamt-Interessen des deutschen Velocipeden-Sports gegründet und erschien mindestens 1883 als offizielles Organ des Norddeutschen Velocipedisten-Bundes.
Nach Streitigkeiten ging der Norddeutsche Velocipedisten-Bundes aus dem zerfallenen Deutschen Velocipedisten Bund, dem ersten deutschen Radfahrerverband gegründet 1882 in München, hervor.
Im Jahrbuch der deutschen Radfahrer-Vereine 1897 wird die Radfahrerverbandsbildung und Entstehung des Deutschen Radfahrer-Bunds im Porträt Carl Hindenburgs wie folgt beschrieben: "Im Jahre 1882 entstanden die beiden sich wie feindliche Brüder gegenüberstehenden Verbände: Der Deutsch-Oesterreichische Velocipedisten-Bund in Süd- und Mitteldeutschland, sowie der Norddeutsche Velocipedisten-Bund; der erstere mit seinem Sitz in München, der andere mit der Centralstelle in Berlin-Hannover. Die gegenseitigen Anfeindungen boten ein betrübendes Bild des auf politischem Gebiet durch die Riesenkämpfe im Jahre 70/71 glücklich überwundenen Standpunkts deutscher Kleinstaaterei."
1884 schlossen sich der inzwischen wieder vereinigte Deutsche, der Deutsch-Österreichische und der Norddeutsche Velocipedisten-Bund zum Deutschen Radfahrer-Bund zusammen.